# Солнечная энергия в Небраске
Солнечная энергетика в Небраске составляет незначительную долю всей энергетики штата (0,32% в 2023 году), однако солнечные панели быстро набирают популярность благодаря снижению их стоимости и предоставлению восьмилетнего налогового кредита на установку систем солнечной энергетики любых размеров. В 2023 году штат занимал 48 место из 50 по мощности установленных солнечных панелей (87 МВт), в 2022 году – 46 из 50 (9 МВт).

## Крупные проекты
Солнечная и ветроэнергетика могут использоваться для полного обеспечения Небраски электроэнергией, однако это потребует либо развития системы электропередач, либо систем хранения энергии. По оценкам Небраска может генерировать 3 832 600 ГВт-час в год за счёт ветроэнергетики и закрывать 34,1% своей потребности в электричестве за счёт солнечных панелей на крышах, используя панели мощностью 8 200 МВт.
В Небраске расположены семь солнечных установок мощностью более 1 МВт по состоянию на конец 2019 года. Среди них установка мощностью в 5,8 МВт в Карни, а также система мощностью в 3,6 МВт в Лексингтоне, обе введены в эксплуатацию в 2017 году. Завод мощностью в 3,6 МВт в западной части Линкольна должен был быть введен в эксплуатацию в 2016 году.
Другие крупные проекты включают:
- массив солнечных панелей общей мощностью 108,9 кВт в Крейтонском университете
- массив солнечных панелей общей мощностью 45 кВт в Норфолкском операционном центре округа штата Небраска.

## Статистика
| Год  | Мощность | Изменение | % изменения |
| ---- | -------- | --------- | ----------- |
| 2010 | 0.2      | 0.2       | >100%       |
| 2011 | 0.3      | 0.1       | 50%         |
| 2012 | 0.4      | 0.1       | 33%         |
| 2013 | 0.6      | 0.2       | 50%         |
| 2014 | 0.8      | 0.2       | 33%         |
| 2015 | 1.1      | 0.3       | 37%         |
| 2016 | 14.2     | 13.1      | 1190%       |
| 2017 | 35.2     | 21.0      | 148%        |
| 2018 | 43.2     | 8.0       | 23%         |
| 2019 | 55.2     | 12.0      | 28%         |
| 2020 | 63.0     | 7.8       | 14%         |
| 2021 | 73.6     | 10.6      | 17%         |
| 2022 | 83       | 9.4       | 13%         |